# Distretto di Coimbatore
Il distretto di Coimbatore è un distretto del Tamil Nadu, in India, di 4 224 107 abitanti. Il suo capoluogo è Coimbatore.